# Narciso Suárez
Narciso Suárez Amador (* 18. Juli 1960 in Valladolid) ist ein ehemaliger spanischer Kanute.

## Erfolge
Narciso Suárez gab 1980 in Moskau im Zweier-Canadier sein Olympiadebüt. Mit Santos Magaz schloss er den Wettbewerb über 500 Meter auf dem siebten Platz ab, auf der 1000-Meter-Strecke schieden sie im Halbfinale aus. Suárez nahm danach mit Enrique Míguez drei weitere Male im Zweier-Canadier an Olympischen Spielen teil. Bei den Olympischen Spielen 1984 in Los Angeles erreichten sie sowohl über 500 Meter als auch über 1000 Meter den Endlauf. Während sie auf der 1000-Meter-Strecke den sechsten Platz belegten, gelang ihnen über 500 Meter ein Medaillengewinn. Nach einem dritten Platz in ihrem Vorlauf wurden sie auch im Finale nach 1:47,71 Minuten hinter den siegreichen Jugoslawen Matija Ljubek und Mirko Nišović sowie Ivan Patzaichin und Toma Simionov aus Rumänien Dritte, womit sie die Bronzemedaille gewannen. Vier Jahre darauf in Seoul und auch bei den Olympischen Spielen 1992 in Barcelona traten Míguez und Suárez lediglich im Wettbewerb über 500 Meter an und schieden beide Male im Halbfinale aus. 1988 erreichte er bei seinem einzigen Olympiastart im Einer-Canadier den Endlauf über 500 Meter, den er auf Rang sieben beendete.
1979 gewann Míguez bei den 
Mittelmeerspielen in Split im Zweier-Canadier über 1000 Meter die Goldmedaille und über 500 Meter die Silbermedaille. Bei den Mittelmeerspielen 1991 in Athen sicherte er sich im Einer-Kajak Gold über 500 Meter sowie im Zweier-Kajak über 500 und auch über 1000 Meter Silber.